# 松本葉
松本 葉（まつもと よう）は、元雑誌編集者・フリーライター・コラムニスト・作家。女性。

## 来歴・人物
- 神奈川県鎌倉市生まれ。
- 1984年自動車雑誌NAVIの創刊スタッフとして二玄社入社。編集記者のかたわらカーグラフィックTVの出演を経て、1990年フリーになりイタリアに渡る。トリノにて、自動車を中心とした取材活動を行う。
- 2000年より南フランス・ニース在住。NHKイタリア語講座などに連載、コラム執筆など活動を広げている。
- イタリア人自動車デザイナーの夫との間に一男一女をもうける。

## 著書
- 愛しのティーナ（二玄社）ISBN 978-4544043037
- 伊太利のコイビト（新潮文庫）ISBN 978-4101330228
- 伊太利のコイビト-クルマとの甘い生活（NTT出版）ISBN 978-4871882163
- どこにいたってフツウの生活　トウキョウ>>>トリノ>>>アンティーブ（二玄社）ISBN 978-4544043402
- 踊るイタリア語 喋るイタリア人（日本放送出版協会）ISBN 978-4140807354

## 関連人物
- 田辺憲一
- 松任谷正隆
- 鈴木正文